# Mariano Nicolás Valcarcel (distrito)
O Distrito peruano de Mariano Nicolás Valcarcel é um dos oito distritos que formam a Província de Camaná, situada no Departamento de Arequipa, pertencente a Região Arequipa, Peru.

## Transporte
O distrito de Mariano Nicolás Valcarcel não é servido pelo sistema de estradas terrestres do Peru.